# D7 (Var)
De D7 is een departementale weg in het Franse departement Var. De weg loopt vanaf de DN7 naar de D559 in Saint-Aygulf en kruist onderweg de D8 en volgt ook 1,2 km het traject van die D8.